# Вал Шарамполя
Вал Шарамполя е земно отбранително съоръжение, състоящо се от изкопан дълбок ров, висок земен вал, както и 2 каменни кули с порта по средата.

## Местоположение
Намира се на 3.2 – 3.5 км по права линия от центъра на с. Садовец, Община Долни Дъбник и на 4.3 – 4.6 км от центъра на с. Бъркач. Съоръжението свързва крепостите Садовско кале и Кожухарско кале. Преграждало е голямо затворено пространство по долината на река Вит. Част е от по-голяма отбранителна система в която се включват още Големаново кале и Горановско кале.

## Проучвания и открития
Дължината на вала е около 700 метра. Разположен е в посока запад–изток и пресича стар римски път от Кожухарско кале към Големаново кале. По средата на вала се забелязват две разширения, които Иван Велков видял през 1934 г. Археологът ги третира като кули с размери 4х4 м, изградени от камък, споен с хоросан и с дебелина на стените 1 м. Вероятно между кулите е съществувала порта за затваряне и охрана на римския път.* 

## Датировка
Вал Шарамполя е ранновизантийско отбранително съоръжение, изградена през V-VI век. Безспорно е съществувал паралелно с останалите близки крепости. Когато тези крепости са унищожени в края на VI век от аварите, валът е изоставен. Археолозите предполагат, че в целия отбранителен комплекс са били засени готи като федерати на Източната римска империя, натоварени с охраната на района.

## Галерия
- Останки от манастир